# Покровский собор (Красноярск)
Покровский собор — православный храм в Красноярске, кафедральный собор Красноярской митрополии и епархии Русской Православной Церкви. Памятник архитектуры XVIII века, старейшее из сохранившихся каменных зданий города. Памятник архитектуры енисейской школы сибирского барокко.

## История

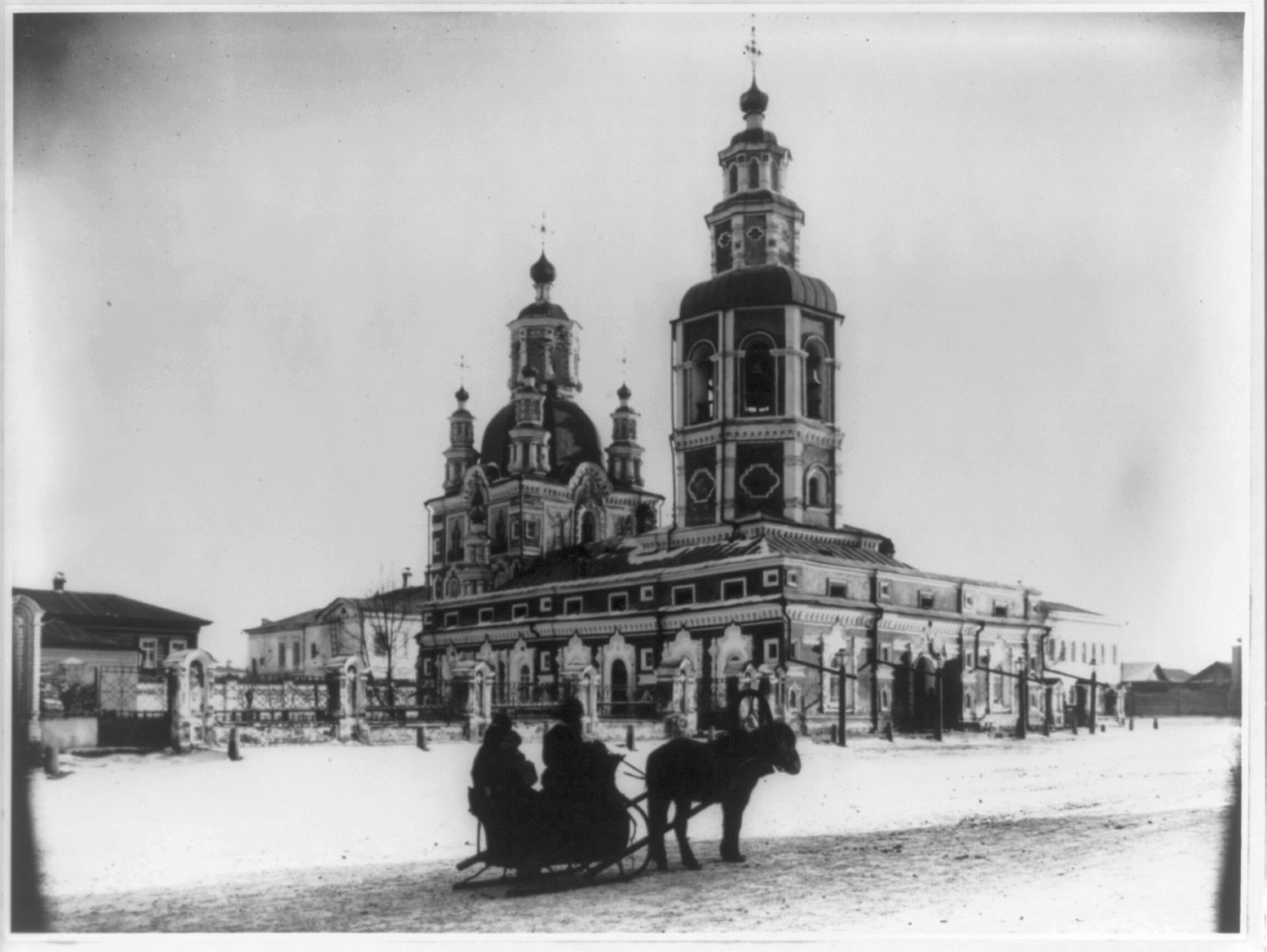
Собор в 1896 году

До строительства каменного здания церковь трижды в разных местах Красноярска строилась из дерева. Первая деревянная Покровская церковь построена в середине XVII века в юго-западной части посада — примерно в район пересечения современных проспекта Мира и улицы 9 января. Пожар 1773 года уничтожил Красноярский острог и практически весь город. Уцелело всего несколько зданий.
По плану строительства города Покровская церковь должна была быть построена из камня. Но прихожане просили Тобольского архиепископа Варлаама построить маленькую деревянную церковь, а позднее рядом с ней начать строительство каменной.
Новая деревянная церковь Покрова начала строиться осенью 1774 года примерно на месте нынешней Благовещенской церкви. Каменная церковь была заложена западнее деревянной — в настоящее время пересечение проспекта Мира и улицы Сурикова.

В 1784 году церковный староста Даниил Черкасов получил разрешение Тобольской консистории на строительство каменного храма. Церковным строителем избрали отставного дворянина Михаила Юшкова. Из Енисейска пригласили мастеров: Степана Лещёва, Василия Гатилова, Ивана Помаскина, Алексея Казаретина, братьев Ивана и Савву Фёдоровых. 

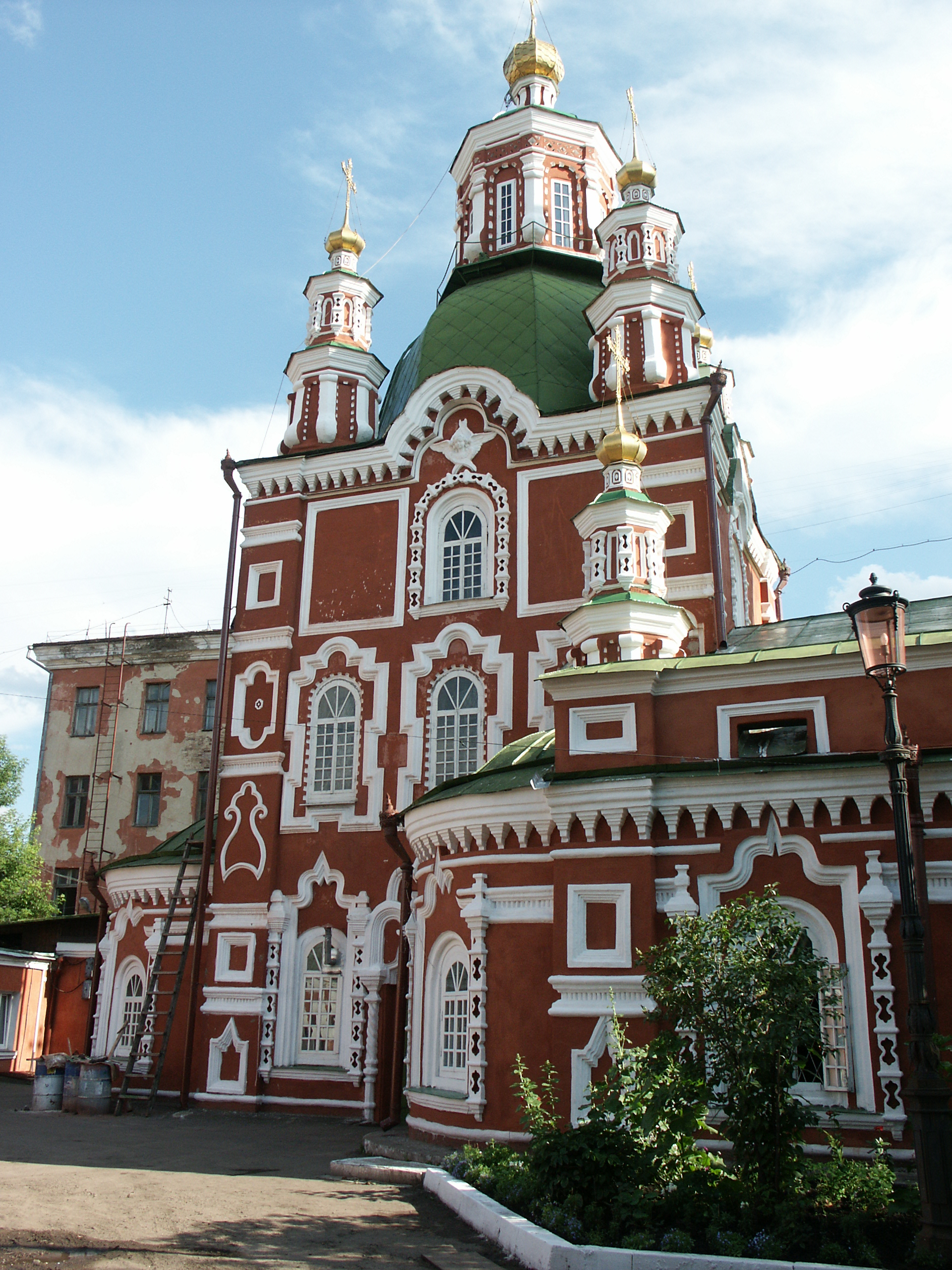
Вид после реставрации 1976—1977 годов

Строительство шло с 1785 по 1795 годы. Вначале предполагалось назвать церковь Богоявленской, но прихожане 2 апреля 1785 года проголосовали назвать церковь Покровской. Строилась церковь на деньги прихожан.
В середине 1789 года церковь была почти построена. Из деревянной церкви перенесли часть внутреннего убранства и икон. Иконостас для новой церкви резал мещанин Фёдор Ушаков. Иконостас простоял в церкви до 1845 года, когда его продали в церковь села Кекурского. На колокольню перенесли три колокола, а в окна вставили слюдяные оконницы деревянной церкви. Боковые теплые приделы были освящены в январе и августе 1790 года. В 1790 году старая деревянная церковь была переименована в Благовещенскую.
Холодный храм Покрова Пресвятой Богородицы был освящён 30 июня 1795 года, и церковь стала считаться полностью действующей.
В 1840-е годы Покровская церковь была существенно перестроена. Было разобрано крытое каменное крыльцо, удлинены приделы, перестроены притвор, ризница и просвирня, получившие плоское перекрытие. С тех пор облик церкви существенно не менялся.
Храм действовал до 1935 года, но в 1944 году верующие добились его открытия. В 1961 году власти взяли реванш и ликвидировали церковнную общину; храм был приспособлен под скульптурные мастерские.
В 1976—1977 годах к 350-летию города были проведены масштабные реставрационные работы, включавшие ремонт кровель, позолоту главок и крестов, восстановление кирпичного декора. Внутреннее пространство и интерьер церкви были реконструированы под выставочный зал. Церковь приобрела терракотовую окраску с белыми декоративными элементами, родственную Строгановской церкви в Нижнем Новгороде.
В 1989 году церковь передана РПЦ.
В XXI веке храм был побелен, кровля перекрашена в небесно-голубой, а в 2012 году — в зелёный.

## Духовенство
- Настоятель храма — митрофорный протоиерей Владимир Дорош[1]